# Verdrag van Fontainebleau (1814)

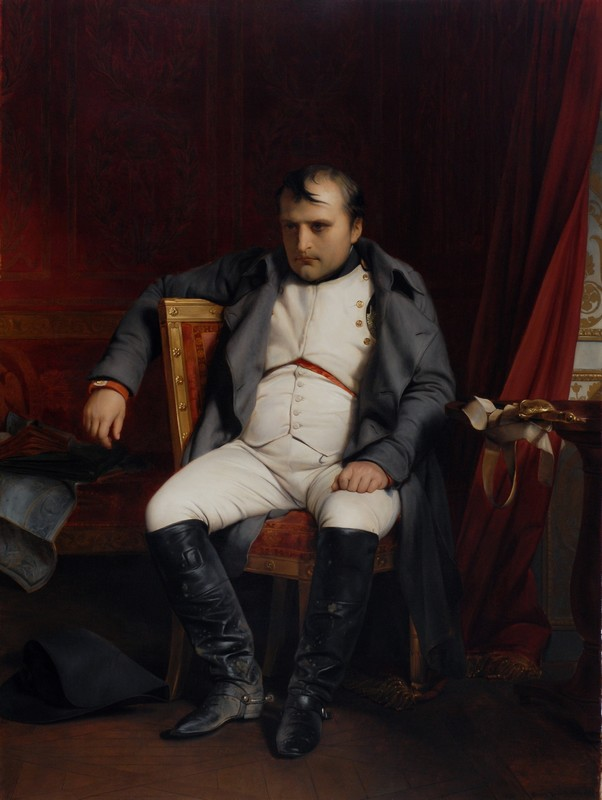
Paul Delaroche (1845): Het aftreden van Napoleon in Fontainebleau

Het Verdrag van Fontainebleau is een overeenkomst, opgesteld op 11 april 1814 op het Kasteel van Fontainebleau nabij Parijs, tussen de verslagen Franse keizer Napoleon Bonaparte en afgevaardigden van Oostenrijk, Pruisen, Rusland en het Verenigd Koninkrijk. Met dit verdrag, dat 21 artikelen bevat, werd de Zesde Coalitieoorlog beëindigd en trad Napoleon af als keizer van Frankrijk en koning van Italië.

## Voorgeschiedenis

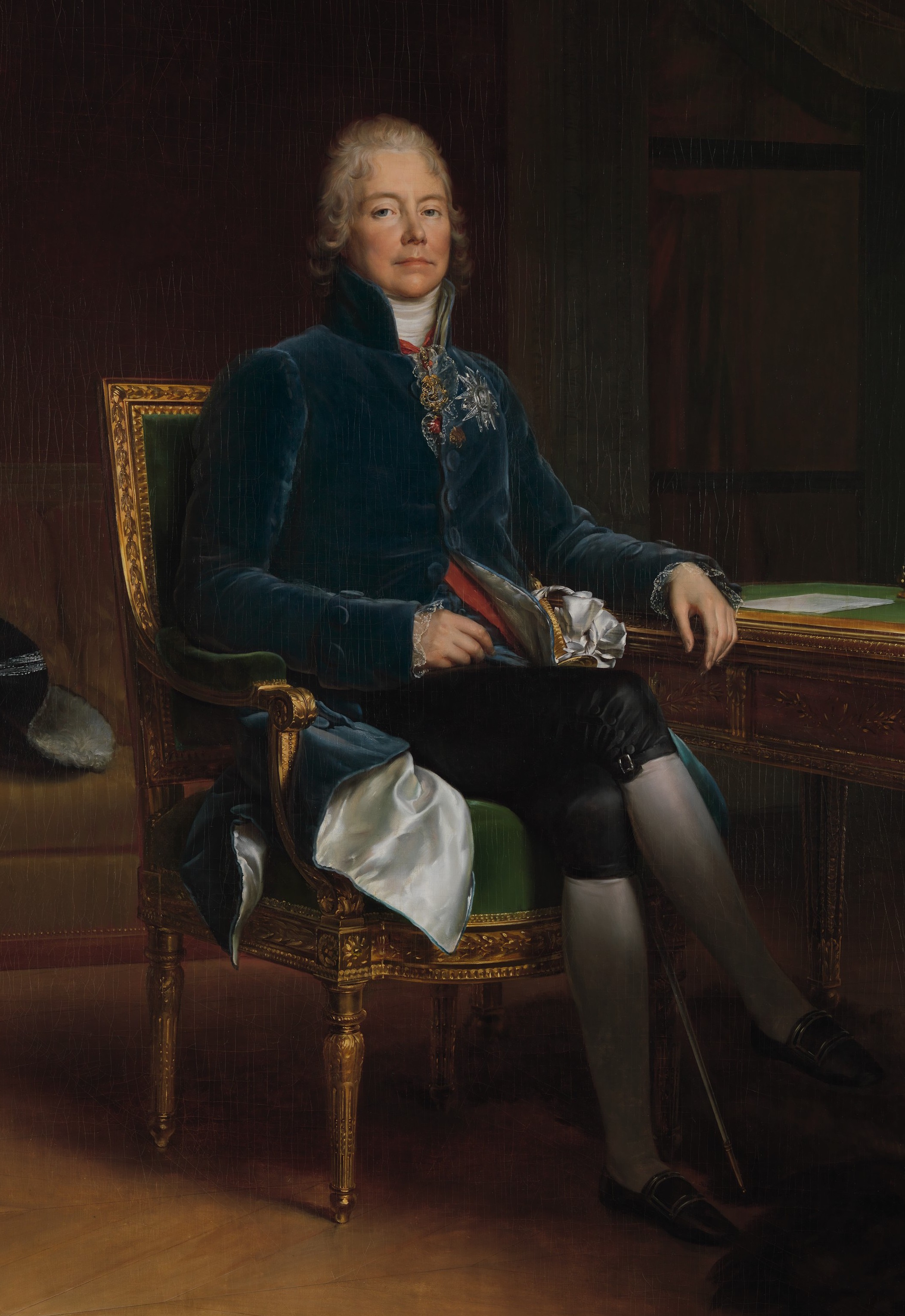
Talleyrand

Nadat de geallieerden op 30 maart 1814 Parijs binnentrokken, kwam de behendige en wendbare Talleyrand in actie. Deze begreep al snel dat Napoleon na zijn rampzalige Russische veldtocht het veld moest ruimen. Napoleons bewind was gestoeld op usurpatie, terwijl voor de zegevierende mogendheden slechts de herinvoering van het legitimiteitsbeginsel toekomst bood voor een nieuw in te richten Europa. Daartoe dienden de Bourbons in de figuur van Lodewijk XVIII hun troon weer in te nemen. Talleyrand wist de Senaat te overtuigen en op 2 april stemde deze voor de afzetting van de vroegere keizer. Er werd ook overeengekomen om een voorlopige regering te vormen onder leiding van Talleyrand, die daarbij alle Fransen hun eed van trouw aan de keizer kwijtschold. Napoleon legde zich hier niet bij neer en probeerde te redden wat er te redden viel. Op 4 april deed hij een schriftelijke belofte van troonsafstand op voorwaarde dat hij zou worden opgevolgd door zijn zoon en dat zijn echtgenote regentes zou worden. Dit was voor de overwinnaars niet aanvaardbaar.
Op 6 april 1814 werd de 58-jarige Lodewijk XVIII, broer van de geëxecuteerde koning Lodewijk XVI, de nieuwe koning op grond van een verordening van de Senaat, die op 9 april werd bekrachtigd door het Wetgevend Lichaam. Het wettelijk document dat deze regeling vorm moest geven, werd voorbereid in de Parijse woning van Talleyrand aan de rue Saint-Florentin, waar ook onder meer tsaar Alexander I hof hield. Daardoor kon Talleyrand Alexander in de gaten houden en hem omzichtig de door eerstgenoemde gewenste richting insturen. Alexander was zeer genereus ten aanzien van het lot van Napoleon. De bepalingen van het verdrag kwamen tot stand zonder inbreng van de drie andere bondgenoten, vertegenwoordigd door Metternich, Castlereagh en Karl August von Hardenberg. Deze drie kwamen pas op 10 april in Parijs aan en waren not amused met de aangetroffen situatie. Zij stelden dat als Napoleon op Elba terechtkwam, hij zonder meer voor problemen kon zorgen in Frankrijk en Italië. Ook de gemaakte afspraken ten aanzien van Marie-Louise van Oostenrijk en haar zoon, schoten hen in het verkeerde keelgat. Niettemin konden zij er niet meer onderuit dit verdrag voor akkoord te ondertekenen, zij het onder protest.

## Bepalingen van het verdrag
In dit verdrag werden de nieuwe situatie en de gemaakte afspraken formeel vastgelegd. De belangrijkste bepaling was dat Napoleon aftrad als keizer van Frankrijk. Napoleon gaf zijn recht op de kroon van Frankrijk, Italië en alle andere landen en gebieden op. Ook zijn nakomelingen en familieleden verloren het recht op de Franse kroon. Wel mochten Napoleon en zijn vrouw Marie Louise hun titels van keizer en keizerin behouden.
Napoleon kreeg tot aan zijn dood, het Italiaanse eilandje Elba toegewezen als soeverein vorstendom en mocht 400 man meenemen naar Elba als zijn persoonlijke lijfwacht. Zijn vrouw Marie Louise kreeg het hertogdom Parma, Piacenza en Guastalla toegewezen. Napoleons zoon, de directe mannelijke nakomeling van Marie Louise, zou de titel Prins van Parma, Piacenza en Guastalla mogen dragen.
Napoleon verloor al zijn Franse bezittingen aan de Franse kroon, waaronder de kroonjuwelen, en verkreeg een jaarrente van 2 miljoen frank. De jaarlijkse toelage van Joséphine de Beauharnais, de eerste vrouw van Napoleon, werd teruggebracht tot 1 miljoen frank. Napoleons moeder en zuster verkregen gezamenlijk een jaartoelage van 250 000 frank.
Het Verdrag van Fontainebleau werd ondertekend door onder meer de Franse maarschalken Ney en Macdonald, de Franse diplomaat Caulaincourt, de Oostenrijkse staatsman Metternich, de Russische diplomaat Karl Robert von Nesselrode en baron Karl August von Hardenberg van Pruisen. Het verdrag werd de volgende dagen nog geratificeerd. Napoleon ondertekende het op 13 april, nadat hij eerst nog een zelfmoordpoging had ondernomen.

## Na het verdrag
Napoleon kwam op 3 mei 1814 aan op Elba, gescheiden van vrouw en kind. Op 30 mei volgde een vredesverdrag tussen Frankrijk en de geallieerden, het Verdrag van Parijs.
De bepalingen van het Verdrag van Fontainebleau werden in 1815, ondanks verzet van de Bourbons, bevestigd op het Congres van Wenen. De zoon van Napoleon en Marie Louise, Napoleon II, werd echter uitgesloten van opvolging van zijn moeder als hertog van Parma.
Op 26 februari 1815 vluchtte Napoleon weg van Elba en keerde terug naar Frankrijk. In de Honderd Dagen die volgden bracht hij een nieuw leger op de been, maar hij werd uiteindelijk verslagen door de geallieerden in de Slag bij Waterloo op 18 juni. Hierna werd Napoleon verbannen naar het Zuid-Atlantische eiland Sint-Helena, waar hij in 1821 stierf. Op 20 november 1815 kwam er een tweede Verdrag van Parijs (1815), waarbij Frankrijk werd afgestraft voor de nieuwe wapenfeiten van Napoleon.

## Diefstal van het verdrag
In 2005 werden twee Amerikanen, Marshall Lawrence Pierce (44) en voormalig hoogleraar John William Rooney (74), aangeklaagd in Frankrijk voor het ontvreemden van een kopie van het Verdrag van Fontainebleau uit de Franse nationale archieven. De zaak kwam aan het licht toen een curator van de nationale archieven in 1996 ontdekte dat de kopie van het verdrag door Pierce bij Sotheby's te koop werd aangeboden. De twee werden in de Verenigde Staten veroordeeld tot het betalen van boetes; ze werden echter niet uitgeleverd aan Frankrijk om daar terecht te staan.
De kopie van het verdrag werd in 2002, samen met een aantal andere documenten in het bezit van Rooney en Pierce, door de VS aan Frankrijk teruggegeven.